# Bataille de Wana
Cette page se comprend mieux après la lecture de Insurrection islamiste au Pakistan.
- En jaune, le Waziristan du Sud dont Wana est la ville principale, et qui fait partie des régions tribales.
- En bleu, les régions tribales du Pakistan.
- En vert, la province de Khyber Pakhtunkhwa

Insurrection islamiste au Pakistan
Batailles
Bataille de Wana (2004) • Assaut de la Mosquée rouge (2007) • Première bataille de Swat (2007) • Bataille de Bajaur (2008) • Seconde bataille de Swat (2009) • Opération Rah-e-Nijat (2009) • Offensive d'Orakzai et de Kurram (2010 - 2011) • Opération Brekhna (2011) • Opération Zarb-e-Azb (2014)
La bataille de Wana est un affrontement armé entre l'armée pakistanaise et des groupes talibans, au Waziristan du Sud dans la ville de Wana. Après une accumulation des tensions entre les islamistes et les autorités depuis fin 2001, cette bataille marque le début du conflit armé du Nord-Ouest du Pakistan. Selon des rapports de l'armée pakistanaise, la ville abritait 500 à 600 islamistes dont des combattants tchétchènes, tadjiks, ouzbèkes, ouïghours et arabes.

## Déroulement de la bataille
Elle a duré du 16 au 23 mars 2004 et a coûté la vie à environ 120 personnes dont 15 civils. La 20e brigade de montagne pakistanaise est déployée dans les régions montagneuses dans les environs afin de soutenir l'opération. Des rapports ont également fait surface quant à la possibilité que Ayman al-Zaouahiri, chef d'Al-Qaïda, soit présent dans la ville mais les Pakistanais et les Américains ont refusé de confirmer ou de rejeter ces allégations,.
Une fois la ville et ses environs capturés, les autorités pakistanaises découvrent des tunnels reliant directement la région à Tora Bora dans l'est de l'Afghanistan. Les positions gouvernementales sont par conséquent renforcées. Le 20 mars, les renseignements militaires pakistanais affirment avoir vu un mystérieux étranger fuir le siège de la ville, et indiquent qu'il aurait pu s'agir en réalité d'Ayman al-Zaouahiri, Tohir Yo‘ldosh ayant déjà fui le Pakistan auparavant.